# Roland Freisler

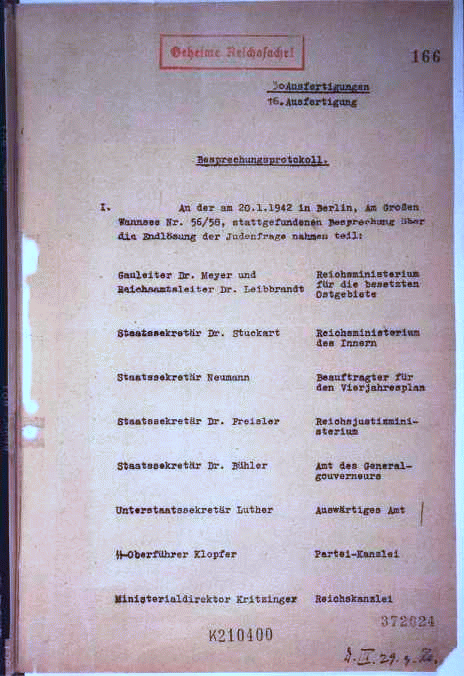
Deelnemerslijst van de Wannseeconferentie met daarop de naam van Freisler als staatssecretaris van het rijksministerie van justitie

Karl Roland Freisler (Celle, 30 oktober 1893 – Berlijn, 3 februari 1945) was een Duitse nationaalsocialistische jurist, staatssecretaris van het ministerie van Justitie en voorzitter van het zogeheten Volksgerichtshof. Hij nam deel aan de Wannseeconferentie, veroordeelde Hans Scholl, Sophie Scholl en Christoph Probst ter dood en leidde de schijnprocessen tegen de deelnemers aan de militaire samenzwering tegen Hitler van 20 juli 1944.

## Levensloop

### Freisler als communist
De jurist Freisler diende in de Eerste Wereldoorlog als luitenant in het Duitse leger aan het oostfront. In 1915 kwam hij in Russische krijgsgevangenschap terecht. Volgens sommige geruchten leerde hij Russisch, werd communist en werd mogelijk bolsjewistisch commissaris. De enige aanwijzing hiervoor is echter dat Freisler na het opheffen van het Russische krijgsgevangenenkamp na de Oktoberrevolutie in 1917 nog twee jaar in Rusland bleef.
In 1920 keerde hij terug naar Duitsland. Twee jaar later promoveerde hij aan de universiteit van Jena in de rechtsgeleerdheid op het onderwerp "Grundsätzliches über die Betriebsorganisation" (Grondbeginselen van de bedrijfsorganisatie). Hierna begon hij een advocatenpraktijk.

### Vroege NSDAP-carrière
In 1925 werd Freisler lid van de NSDAP. In de Weimarrepubliek verdedigde hij regelmatig nazi's. Daarnaast werd hij afgevaardigde in de Pruisische Landdag en later lid van de Rijksdag.
Een Gauleiter van de Kasselse NSDAP karakteriseerde Freisler in 1927 als volgt:

Rhetorisch ist er unseren besten Rednern gewachsen, wenn nicht überlegen. Besonders auf die große Masse hat er Einfluß, von denkenden Menschen wird er innerlich meist abgelehnt. Parteigenosse Freisler ist nur als Redner verwendbar. Für jeden Führerposten ist er ungeeignet, da er unzuverlässig ist und zu sehr von Stimmungen abhängig.

(Retorisch is hij net zo goed als onze beste redenaars, zo niet beter. Vooral op de grote massa heeft hij invloed, denkende mensen staan innerlijk afwijzend tegenover hem. Partijgenoot Freisler is alleen als redenaar bruikbaar. Voor welke leidinggevende functie dan ook is hij ongeschikt, omdat hij onbetrouwbaar en onderhevig aan sterke gemoedswisselingen is.)

Van 1933 tot 1934 was Freisler staatssecretaris bij het Pruisische ministerie van justitie. Hier speelde hij een sleutelrol in het ontslaan van Joodse medewerkers. Van 1934 tot 1942 werkte hij bij het rijksministerie van justitie. In die hoedanigheid trad hij op bij de Wannseeconferentie. Hij combineerde sublieme kennis van de wetteksten, scherpzinnigheid en overweldigend spraakgebruik met trouw aan de partijlijn en een fascistische ideologie. Dit maakte hem tot de meest gevreesde rechter in Duitsland en tot personificatie van de meest radicaal antiliberale rechtsstandpunten van de nazi's.
Dat hij toch niet verder is doorgestoten in de rangen van de partij, komt volgens Uwe Wesel door het volgende:
- Freisler was een einzelgänger, hij had geen invloedrijke mensen achter zich staan die hem een hoger baantje hadden kunnen geven.
- In de ogen van de nationaalsocialistische elite werd Freisler door het optreden van zijn broer Oswald gecompromitteerd. Oswald Freisler overtrad vooral de partijlijn, doordat hij in politiek belangrijke processen die de NSDAP voor propagandadoeleinden wilde gebruiken, als verdediger optrad en daarbij het NSDAP-insigne duidelijk zichtbaar droeg. Dat maakte een eenduidige interpretatie van het standpunt van de partij wat moeilijker. Propagandaminister Joseph Goebbels berispte Roland Freisler over het gedrag van zijn broer en meldde dit voorval aan Hitler, die besloot om Oswald onmiddellijk uit de NSDAP te stoten.
- Verder werd Freisler ook verdacht van communistische sympathieen vanwege zijn verleden in Rusland. Toen de in 1941 overleden minister van Justitie Franz Gürtner vervangen moest worden en Goebbels Freisler als kandidaat voorstelde, was Hitlers antwoord: "Die ouwe Bolsjewiek? Nee."

### President van het Volksgerichtshof

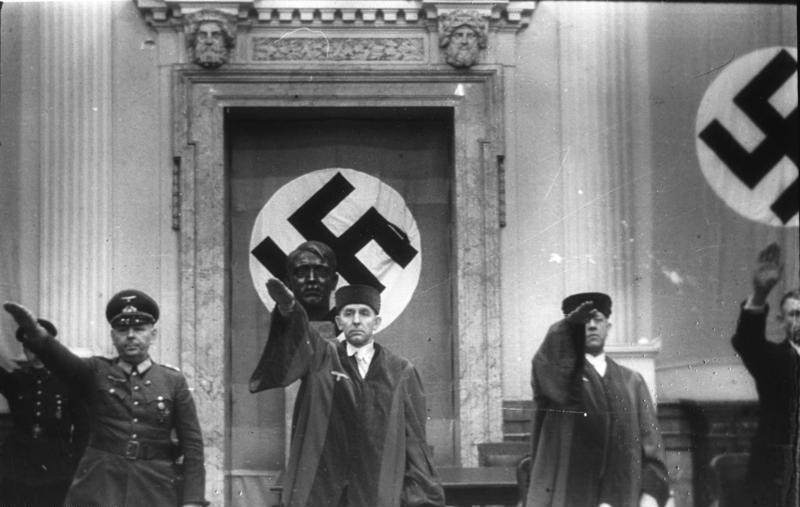
Als president van het Volksgerichtshof

Op 20 augustus 1942 werd Freisler door Adolf Hitler aangewezen als opvolger van Otto Georg Thierack (die de nieuwe rijksminister van justitie werd) als president van het Volksgerichtshof, het nazistische tribunaal voor in de ogen van de nazi's politieke misdrijven. De competentie van het Volksgerichtshof werd uitgebreid naar onder meer economische delicten en benadeling van de Wehrmacht.
Onder Freisler nam het aantal veroordelingen tot de doodstraf sterk toe. Ongeveer 90 procent van alle rechtszaken eindigden met een vaak van tevoren vaststaande doodstraf of levenslange gevangenisstraf. Tussen 1942 en 1945 werden meer dan 5000 doodvonnissen geveld, waarvan ongeveer 2600 door de door Freisler zelf geleide "Eerste Senaat" van het gerecht. Daarmee is Freisler in zijn eentje in de drie jaar dat hij bij het Volksgerichtshof werkte voor evenveel doodvonnissen verantwoordelijk als alle andere kamers van het hof tezamen in de totale tijd van zijn bestaan van 1934 tot 1945.
Freisler combineerde de functies van rechter en aanklager in één persoon. Hij stond bekend om het vernederen en toeschreeuwen van de verdachten en werd niet voor niets spottend "Razende Roland" genoemd. Freisler leidde onder andere de showprocessen tegen leden van de verzetsgroep Die Weiße Rose en tegen de leden van de aanslag op Hitler van 20 juli 1944. Deze processen liet hij filmen. Om de verdachten belachelijk te maken tijdens het proces liet Freisler hun bretels, riemen en stropdassen wegnemen. Ook liet hij hen een te grote broek aantrekken, zodat zij tijdens de behandeling van hun zaak hun broek met hun handen vast moesten houden. Freisler schreeuwde tijdens het verloop van het proces zo hard dat de technici, die voor de filmopname moesten zorgen, grote problemen hadden om de woorden van de verdachten hoorbaar te maken.
Freisler schreeuwde meteen bij aanvang van het tweede showproces tegen de leden van Die Weiße Rose dat het nationaalsocialisme tegen "zulke verraders" geen wetboek nodig had om tot een veroordeling te komen. Een medewerker aan de rechtbanktafel schoof een wetboek door naar Freisler. Deze pakte het wetboek en smeet dit vervolgens demonstratief de rechtszaal in en schreeuwde: "Ik heb geen wetboek nodig meneer, IK ben de wet hier!" Dit was een duidelijk signaal voor de veroordeelden: hier regeerde volstrekte wetteloosheid, uitgevoerd door Freisler zelf.
Een treffend voorbeeld is de volgende dialoog in het proces tegen Graf Schwerin von Schwanenfeld:
Freisler: "Waar beschuldigt u het nationaalsocialisme van?"

Graf Schwerin: "Ik dacht aan de vele moorden."

Freisler: "Moorden?"

Graf Schwerin: "In binnen- en buitenland."

Freisler: "U bent een vuile schoft! Bezwijkt u niet onder uw laagheid? Ja of nee?"

Graf Schwerin: "Meneer de president!"

Freisler: "Ja of nee, ik wil een duidelijk antwoord!"

Graf Schwerin: "Nee."

Freisler: "U kunt ook niet meer bezwijken want u bent niet meer dan een hoopje ellende dat geen enkel respect meer voor zichzelf heeft!"
Als Freisler zelf de leiding van het proces had, bestemde hij zichzelf vaak als griffier. Zo was hij dus ook bevoegd tot het opstellen van het schriftelijke vonnis. Beraadslagingen in de raadkamer leidde hij bij tijd en wijle in met "die kop moet eraf".

### Overlijden
Bij een geallieerd bombardement op Berlijn op 3 februari 1945 werd Freisler door een omvallende zuil, of een neervallende balk verpletterd, althans, dat is de gangbare lezing. Volgens andere bronnen was hij echter gewond geraakt door bomscherven en doodgebloed. Het is niet duidelijk, of hij stierf, omdat hij niet op tijd in de schuilkelder kon komen, of, omdat hij nog enige aktes in het archief wilde inzien.

## Pensioenaffaire rond Freislers weduwe
In 1985 ontstond nog een schandaaltje vanwege het pensioen van Freislers weduwe, Marion Freisler, die na de oorlog onder een andere naam in München woonde. In 1974 was het pensioen van de weduwe door het Versorgungsamt (het bureau voor de verzorging van oorlogsslachtoffers) met DM 400 verhoogd met als reden dat haar overleden echtgenoot, als hij niet overleden zou zijn, vanwege zijn beroepsmatige kwaliteiten na de oorlog waarschijnlijk als officier van justitie of als hoge ambtenaar had kunnen werken.
Deze beslissing werd door een lid van het Beierse parlement scherp veroordeeld. De Beierse landsregering zag echter geen aanleiding om maatregelen te nemen. Marion Freisler overleed in 1997.